# Wachtler Fülöp
Wachtler Fülöp (1816. — Budapest, 1897. október 18.) vésnök, rézmetsző, a Kossuth-bankók kliséinek metszője.

## Élete
1842-ben Winter tanítómestere mellett Classohn A., Tietze és Wachtler már önálló műtermekkel rendelkeztek.
1848-ban a Károly-kaszárnyában fölállított bankónyomdában a magyar papírpénz rajzát és vésését őrá bízták. A lemezeket acélba véste és guillochirozta. Ő metszette tehát több Kossuth-bankó (többnyelvű) kliséjét, melyet aztán Landerer Lajos pesti nyomdájában nyomtattak. A nyomdát elkísérte a világosi fegyverletételig, amikor Conlegner Károly igazgató parancsára Lugoson a Temes folyóba süllyesztették a sajtót a lemezekkel együtt.
Ezek után visszahúzódott családja körébe Pestre, és többek között betűmetszéssel foglalkozott.
Az ötvenes években nehéz körülmények közt tartotta fenn népes családját, mégis visszautasította bécsi bankjegy-nyomda meghívását. Az ajánlat önérzetes visszautasításának indoka: mint a híres Kossuth-bankók készítője, nem adhatja magát osztrák bankók előállítására.
1859-ben a szárd–francia–osztrák háború magyar önkéntes csapatainak szolgálati pecsétnyomókat készített.
Élete végén már csak kőmetszéssel és pecsétgyűrűk vésésével foglalkozott. 
Fia, Wachtler Gyula, a budai állami nyomda vésnöke 1890-ben 38 évesen hunyt el.